# 臺南南門基督長老教會
臺南南門基督長老教會位於臺灣臺南市中西區，是臺灣基督長老教會台南中會所轄的教會之一。

## 沿革
1930年，東門巴克禮紀念教會在開山路開設傳教站，並於於1933年1月的第一個主日舉行第一場崇拜。
1946年，長榮國中校長亦是國民政府接收委員之一的教友趙天慈先生爭取使用南門路日治時期原屬日本聖公會禮拜堂作為崇拜聚會之用。1948 年改稱「南門教會」。
國共內戰之後，許多外省基督徒來到臺灣，參加各基督教會的崇拜聚會活動；長老教會中會傳道部任命劉晉奇為南門教會的牧師，開始使用臺語講道，並口譯成國語。
1949年臺南市內各教會議決請外省基督徒轉到南門教會的國語禮拜。1950年升格為堂會，該年5月開始有國語崇拜，劉晉奇傳道為南門教會首任牧師。
在1950到1960年代初，大同教會（1957年）、林南教會（1963年）和大光教會（1964年）陸續設立，以南門教會為母堂。1983年開設海佃教會，後成為十二石教會並分離出去。
現在的南門教會建築於2003年動工，2005年完工獻堂。在2018年，南門教會慶祝成立85週年。

## 禮拜時間
以下時間以當地時間（臺灣時間）為準 
- 主日禮拜—— 09:30（AM）/ 三樓主堂
- 主日青少年崇拜——09:30（AM）/八樓
- 週間崇拜——08:00（PM）/ 一樓副堂（禮拜三）

## 圖輯

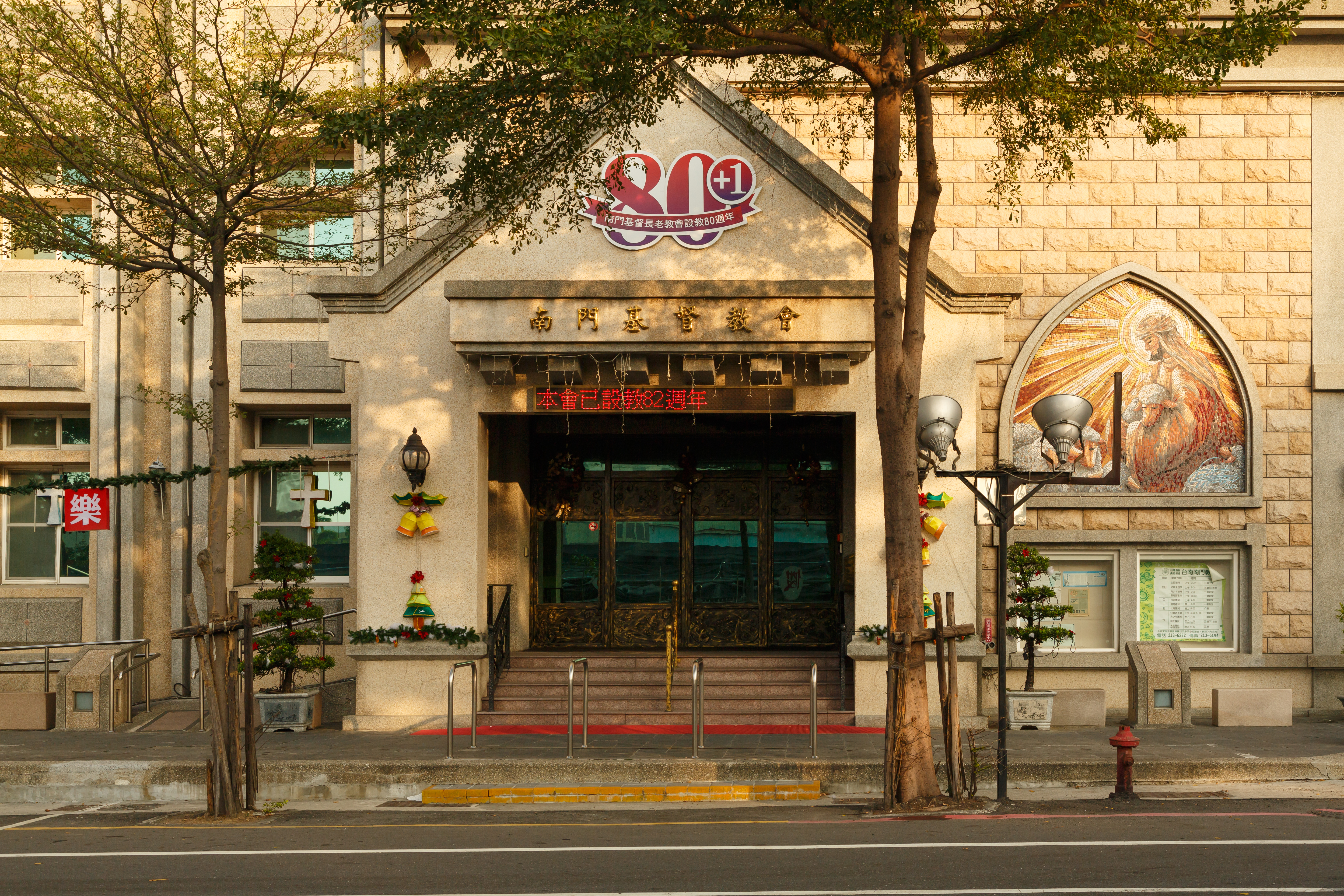
南門基督長老教會大門入口
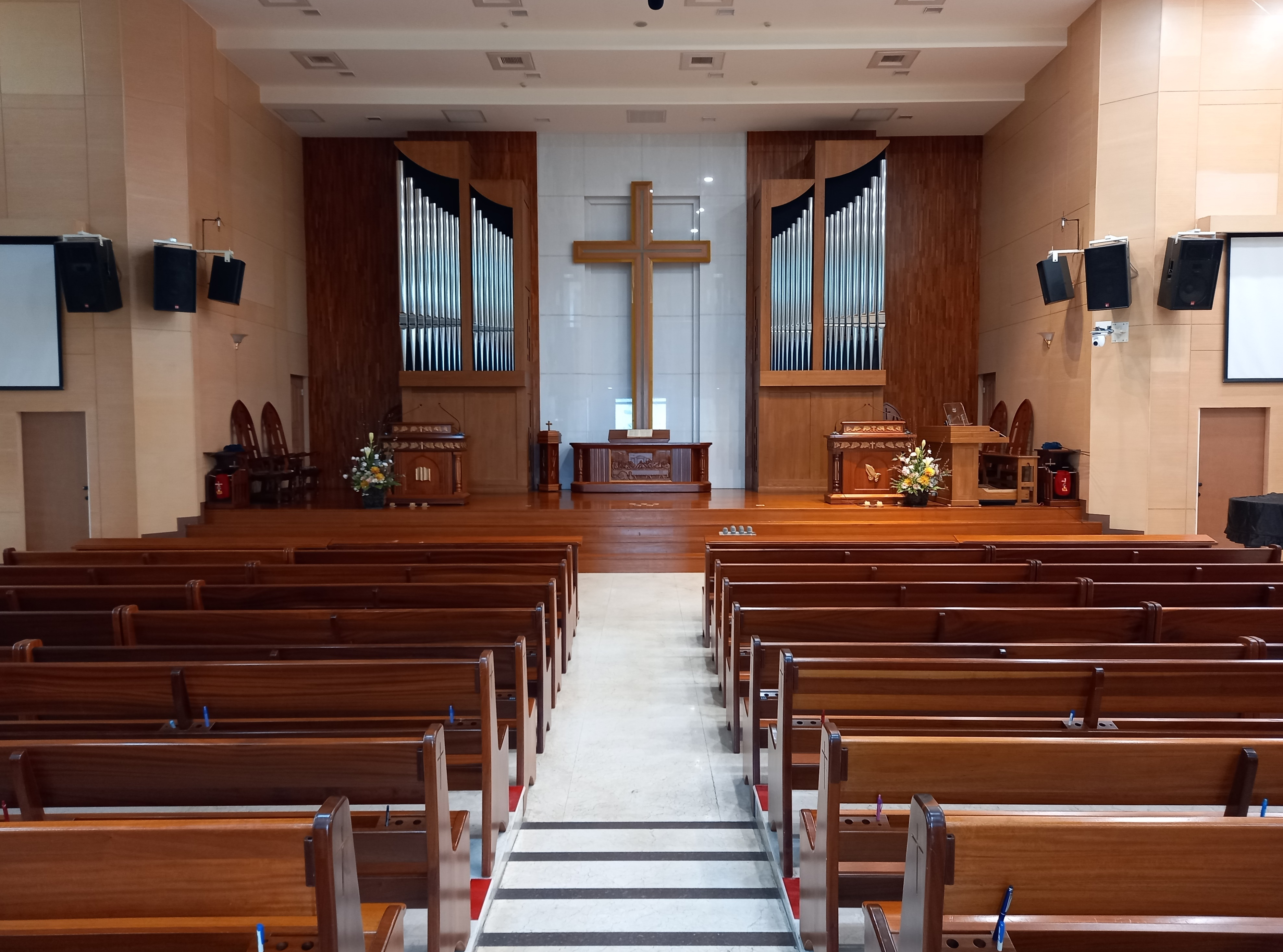
禮拜堂主堂
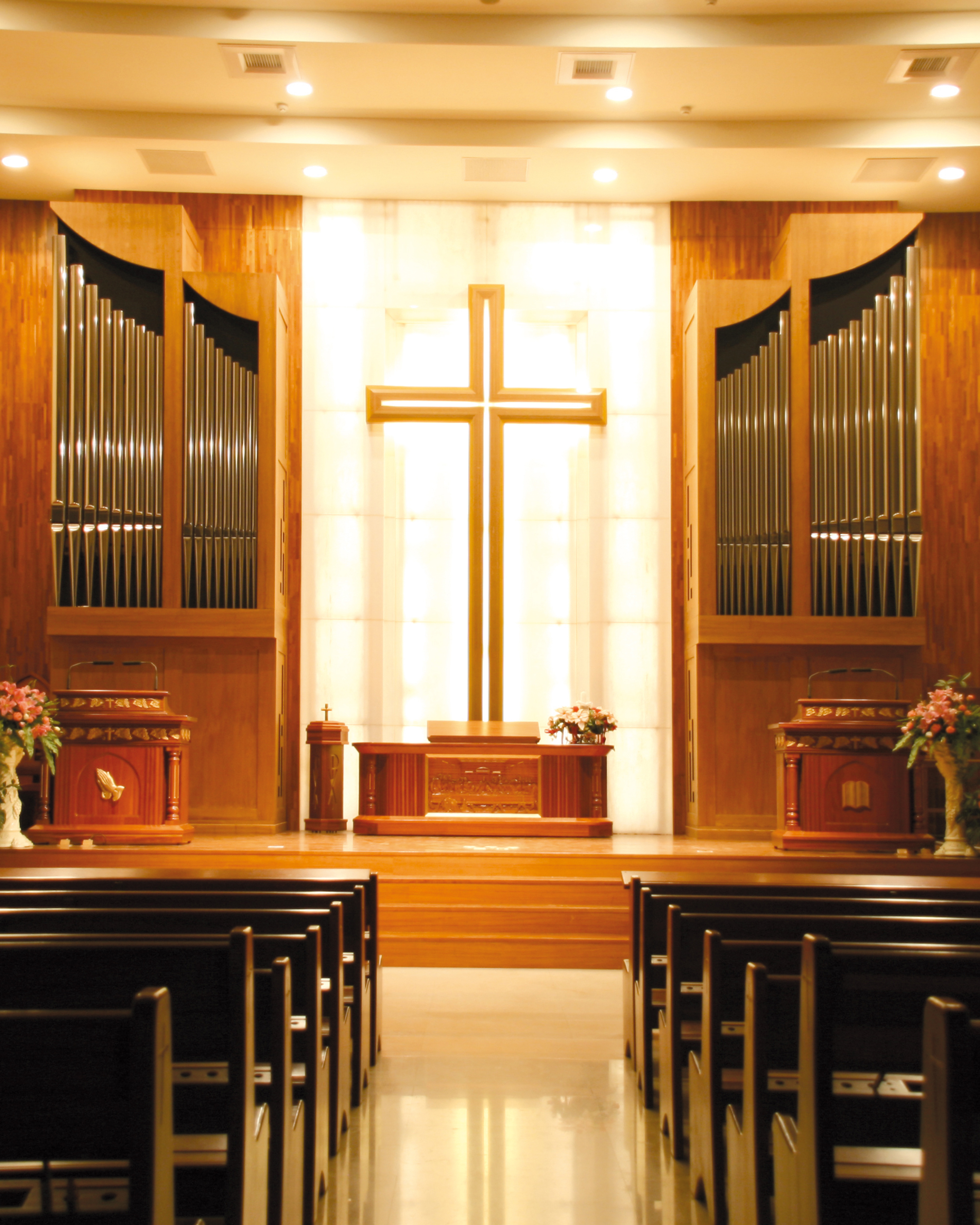
禮拜堂主堂祭壇與管風琴
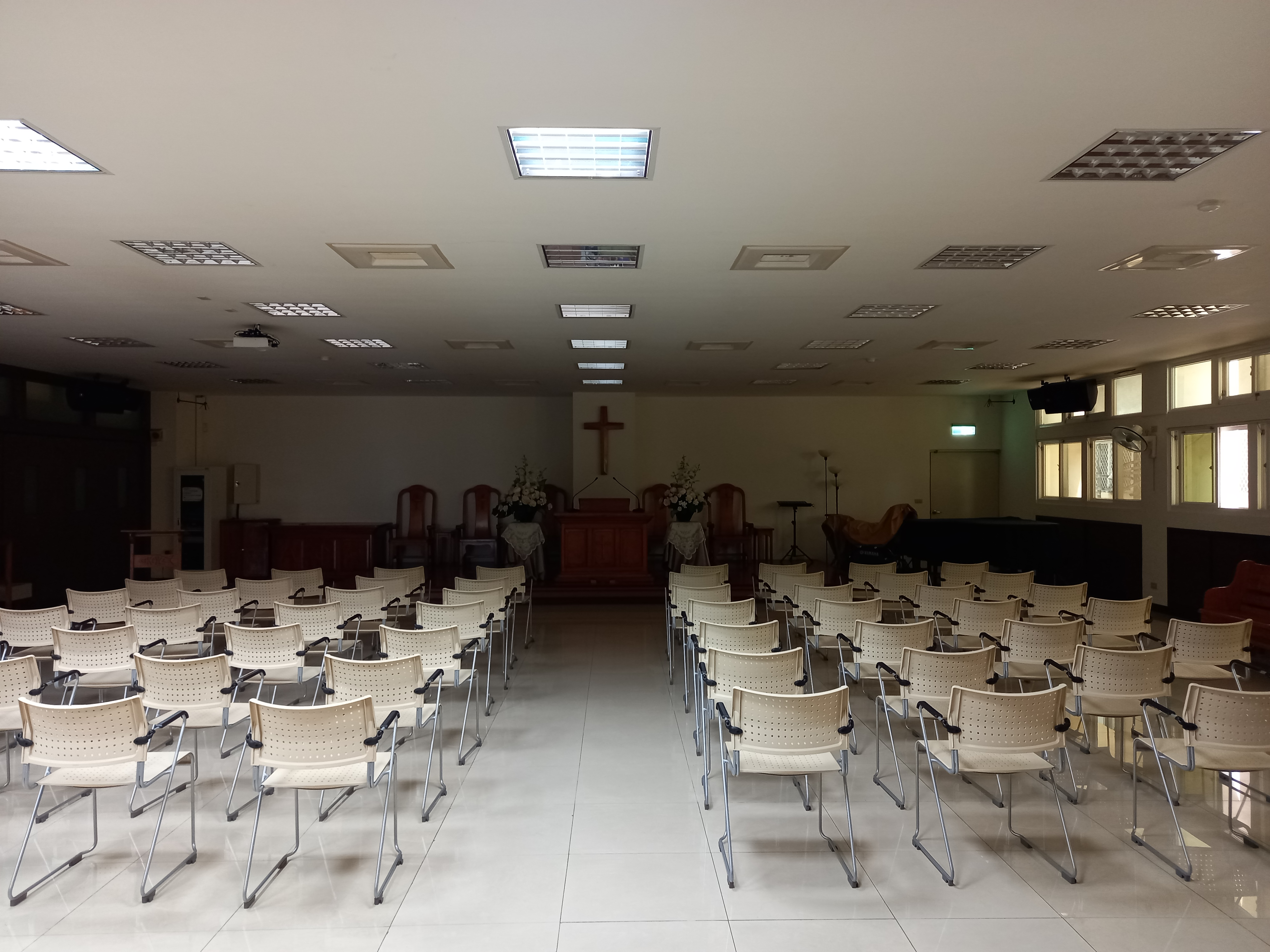
禮拜堂副堂
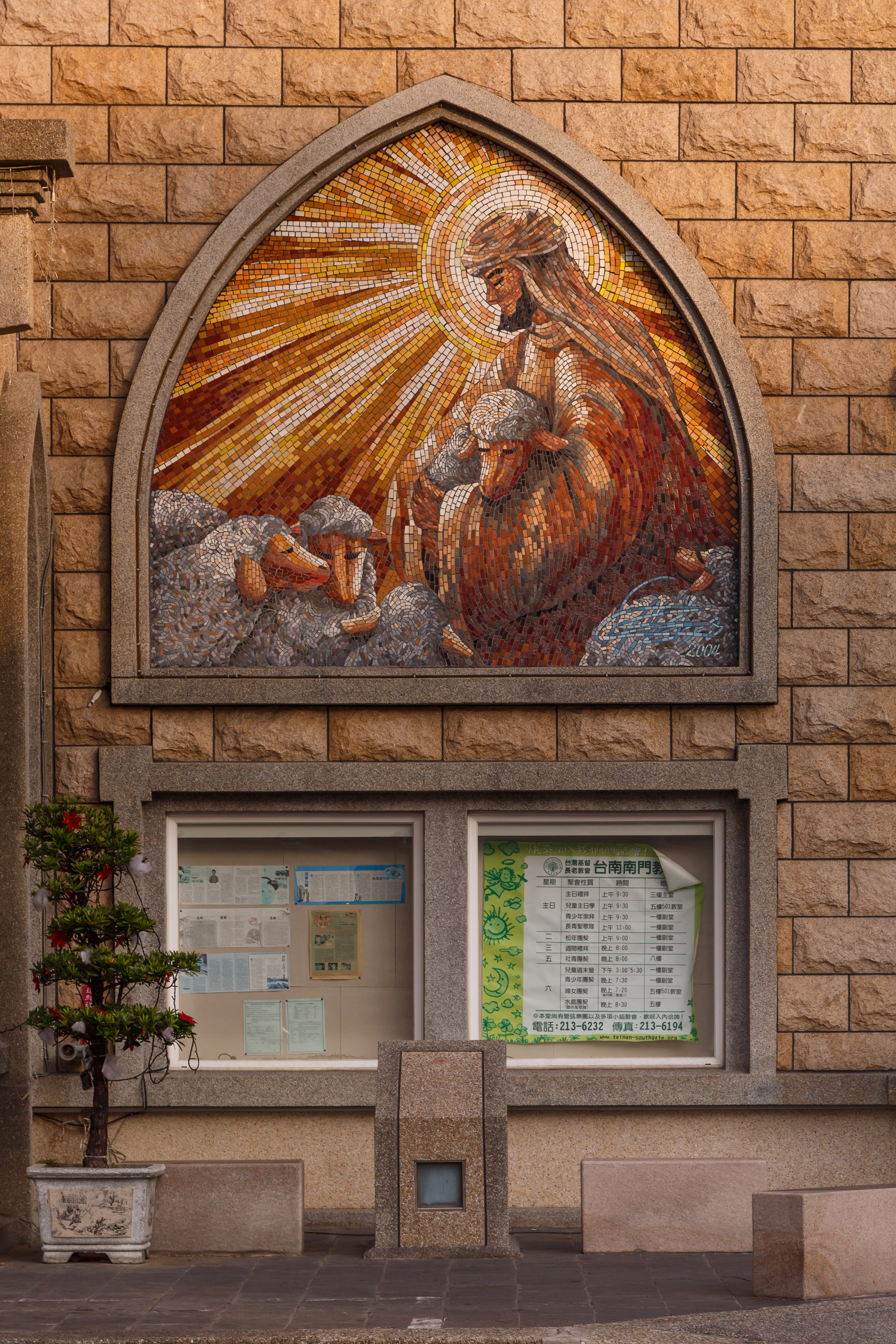
教會外牆耶穌牧羊畫像

## 舊日本聖公會台南禮拜堂

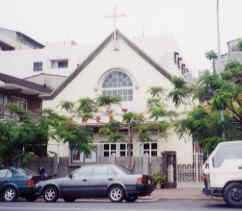
臺灣基督長老教會的台南南門教會舊禮拜堂（往時的台南聖公會禮拜堂）

日本殖民臺灣後，基督教日本聖公會到臺灣傳教，在台南南門教會現址的建立了台南聖公會禮拜堂，禮拜堂建築於1926年竣工，建築風格偏向美國鄉村教堂仿哥德式建築，顯示日本聖公會受美國聖公會影響很深，二戰之後轉移給臺灣基督長老教會南門教會。